# 季市镇
季市镇，是中华人民共和国江苏省泰州市靖江市下辖的一个乡镇级行政单位。

## 行政区划
季市镇下辖以下地区：
东街社区、西街社区、文嘉村、安武村、长安村、庄帜村、廉尚村、横河村、石榴村、利民村、新安村、祁安村、关桥村、曙光村、大庆村、星光村、季东村、季市村、季新村、陈塘村、季西村、井圩村、勤盛村、裕福村、花家村和宁界村。